# Med en smule hjælp
|  | Denne artikel er oprettet af botten PalnaBot ud fra en ekstern database. Den kan derfor have sproglige fejl eller mangler. Denne skabelon kan fjernes efter kontrol af indholdet. |

Med en smule hjælp er en kortfilm fra 1988 instrueret af Ole Henning Hansen efter manuskript af Ole Henning Hansen.

## Handling
Novellefilm om en ung pige, som får sukkersyge. Hvordan reagerer kammeraterne i skolen, og hvad betyder det for familien? Filmen giver besked om, hvad sukkersyge er, og hvordan man let og enkelt kan leve med sygdommen. Men først og fremmest handler filmen om omgivelserne reaktion og holding.